# Emil Rebreanu
Emil Rebreanu (n. 17 decembrie 1891, Maieru, Austro-Ungaria – d. 14 mai 1917, Ghimeș, Austro-Ungaria) a fost un ofițer român în armata austro-ungară, executat prin spânzurare pentru dezertare și spionaj în Primul Război Mondial, după ce fusese prins în timp ce încerca să treacă la conaționalii români. Pornind de la experiența reală a fratelui său, scriitorul Liviu Rebreanu a scris romanul Pădurea spânzuraților (1922), în care personajul principal Apostol Bologa este inspirat de Emil Rebreanu.

## Biografie
Emil Rebreanu s-a născut într-o familie greco-catolică din Maieru, pe atunci în comitatul Bistrița-Năsăud, fiind al cincilea din cei paisprezece copii ai familiei. Tatăl său era acolo învățător. Emil urmează clasele primare la Prislop și Năsăud, iar liceul la Năsăud, Bistrița, Turda, Șimleul Silvaniei și iar la Năsăud, absolvind în 1913.:p. 173
Își dorea să urmeze studii universitare la București, dar din cauza lipsei banilor este nevoit să muncească încă din școală pentru a-și ajuta familia; lucrează ca îngrijitor la școala din Prislop, funcționar la garda financiară din Zimbor, ajutor de notar în Măgura Ilvei, în Pata, Nușeni și Bocșa. Are înclinații literare și este membru al societății de lectură Virtus Romana Rediviva de la Liceul din Năsăud, scriind poezii și nuvele pline de efuziuni lirice și erotice.:p. 174
După absolvirea liceului în 1913 s-a înscris la Facultatea de Drept a Universității Franz Josef din Cluj (Kolozsvár). În anul următor lucrează ca ajutor de notar în comuna Cătina de lângă Cluj și o cunoaște pe Cornelia Dănilă, fiica protopopului Ieronim Dănilă, de care se îndrăgostește și căreia îi va scrie 37 de scrisori.:p. 174 Este nevoit să-și întrerupă studiile din cauza izbucnirii războiului și se înscrie la școala de ofițeri din Târgu Mureș, maturizându-se brusc după cum îi scrie iubitei într-o scrisoare din 27 septembrie 1914: „Eu gândesc că timpul viselor fără rost mi s-a fârșit cu terminarea liceului deodată… șiraguri de vise mi-au murit atunci și tot atâtea păreri de rău mi-au sfâșiat sufletul… Unde-mi sunt planurile de filozofie, unde cele de publicist?”.:p. 174 Cornelia se va logodi în 1915 cu un teolog, iar Emil se va resemna.
Emil Rebreanu a fost încorporat în august 1914. În decursul unui an de luptă, el a fost avansat la gradul de sublocotenent în armata austro-ungară. A luptat pe frontul din Rusia și în Galiția, suferind răni multiple. Rebreanu s-a remarcat, de asemenea, pe frontul italian și a fost decorat cu Medalia de Aur pentru Vitejie, cea mai înaltă decorație acordată pentru ofițeri. A scris aproximativ 25 de scrisori fratelui său, Liviu, din care reies unele trăsături de caracter: înflăcărare tinerească, timiditate și lipsă de inițiativă.:p. 175 Distrugerea unui reflector italian care îi incomoda mult îi aduce o înaintare în grad și o medalie. Emil este înaintat la gradul de sublocotenent începând cu 1 ianuarie 1916.
Transferat pe frontul românesc în toamna anului 1916, Emil îi scrie, la 9 septembrie 1916, surorii sale mai mari: „Rănile mi s-or vindecat, dar ce-s astea pe lângă cele sufletești de-acum? Și nu mă voi afla bine și nu voi fi liniștit până durează acest război și cât mă va mustra conștiința că poate chiar eu voi omorî… pe Liviu”.:p. 179 Obține o permisie în ianuarie 1917 și își vizitează familia, certându-se cu funcționarul Pălăgieșiu, cu Veronica Istrate, cu șeful gării și cu Elena Haliță, corespondenta Martei Domșa din roman. Revine pe front și hotărăște să li se alăture conaționalilor săi români, în loc să lupte împotriva lor.:p. 179 Constantin Kirițescu a scris: „Apropiindu-se de pământul românesc, Rebreanu a auzit chemarea secretă din sufletele fraților săi, șoptindu-i de dincolo de tranșee. Între datoria cazonă nefirească și datoria sfântă de român, Rebreanu a luat-o în seamă pe cea din urmă”.
Astfel, în noaptea de 10-11 mai 1917, după ce a fugit din infirmeria unde era sechestrat, a încercat să traverseze frontul către partea română, aducând cu el planurile de împărțire și de poziționare a trupelor austro-ungare din zonă. El a fost găsit și arestat de o patrulă de ofițeri imperiali. Judecat de curtea marțială a Brigăzii 16 Honvezi, în data de 12-13 mai, pentru acuzațiile de dezertare și spionaj, a fost degradat și condamnat la moarte. Ca o umilință suplimentară, a fost aleasă ca metodă de execuție spânzurarea. Potrivit martorilor oculari, înainte de a fi executat la orele 22 în ziua de 14 mai, la lumina torțelor, el l-a dat la o parte pe călău și în fața soldaților, mulți dintre ei fiind români aduși acolo ca un avertisment, a strigat cu putere: „Trăiască România Mare!”.
Ordonanța sa, croatul Jovan Kunici, anunță familia de sfârșitul lui Emil Rebreanu prin trei scrisori datate 14 august, 7 și 18 octombrie, scrisori ce sunt păstrate la Muzeul literaturii române și sunt puse în circulație de Tiberiu Rebreanu.:p. 179

## Moștenire
Pădurea spânzuraților, romanul scris de fratele său Liviu Rebreanu, îi este dedicat: „În amintirea fratelui meu, Emil, executat de austro-unguri, pe frontul românesc, în anul 1917.”. Liviu a aflat de execuție abia în 1919, dar a făcut rapid mai multe vizite în zonă, publicând cartea în cele din urmă în 1922. În momentul în care a aflat despre spânzurare, el se gândise deja la un roman plecând de la scrisorile lui Emil de pe front în care era descrisă atmosfera de acolo. Ulterior scriitorul a încorporat în carte și suferințele lui Emil. Cu toate acestea, el a făcut modificări importante, descriindu-l pe fratele său ca un „naționalist fără scrupule” al cărui caracter adevărat ar fi putut inspira „cel mult o poezie patriotică”. Printre persoanele pe care le-a introdus în roman se află iubirile succesive Elena Haliță („Marta Domșa”) și Ilona Lászlo („Ilona Vidor”, fiica primarului din Făget în realitate, dar fiica groparului în roman), precum și generalul Karg, care a pronunțat sentința de condamnare la moarte. În octombrie 1921 scriitorul a fost prezent la deshumarea fratelui său și reînhumarea sa pe pământul fostului Vechi Regat Român, așa cum acesta din urmă a solicitat înainte de a fi spânzurat.
O stradă din Bistrița poartă din 1995 numele lui Emil Rebreanu, una din Năsăud începând din 1996, precum și una din Onești. În anul 2012  a fost dezvelit un monument în memoria sa la granița dintre localitățile Ghimeș-Făget și Palanca din județul Bacău, în apropierea locului unde se crede că ar fi fost spânzurat. Monumentul are patru metri înălțime și este confecționat din piatră și bronz, pe o parte se află efigia sa, în timp ce pe cealaltă este reprezentat Sfântul Gheorghe.

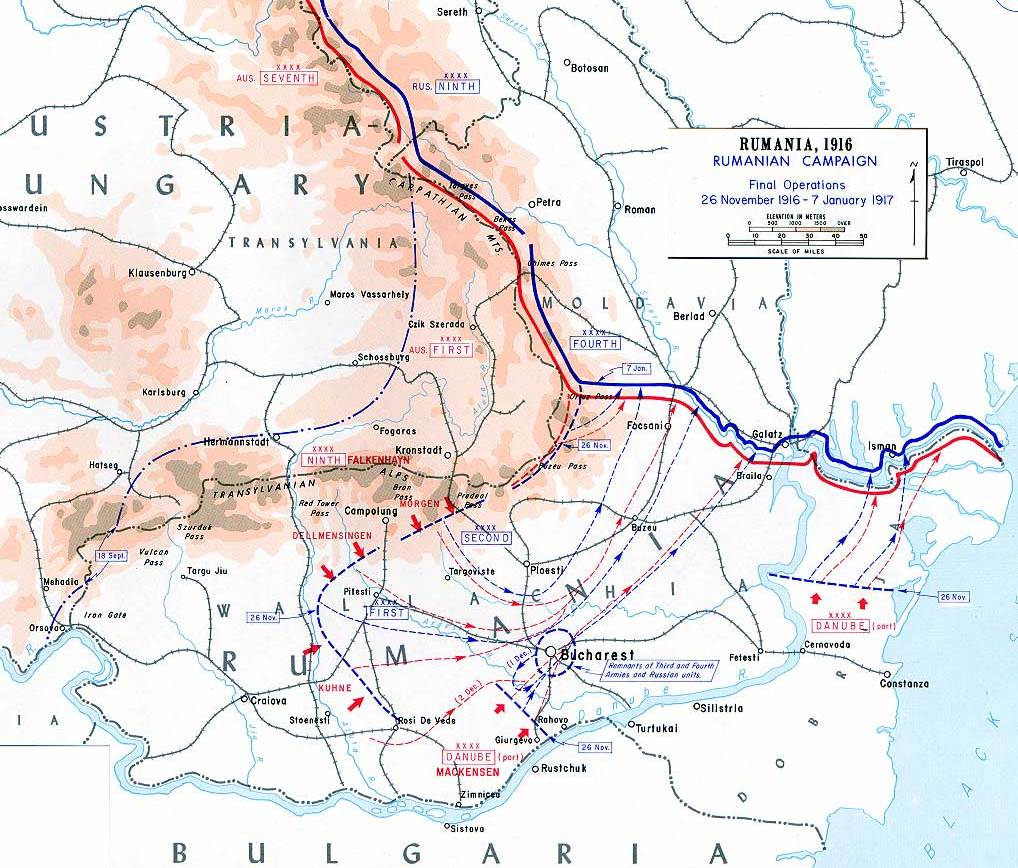
Frontul Românesc în 1916-1917. Rebreanu a fost repartizat în zona Pasul Ghimeș-Palanca și a încercat să treacă de la vest la est.
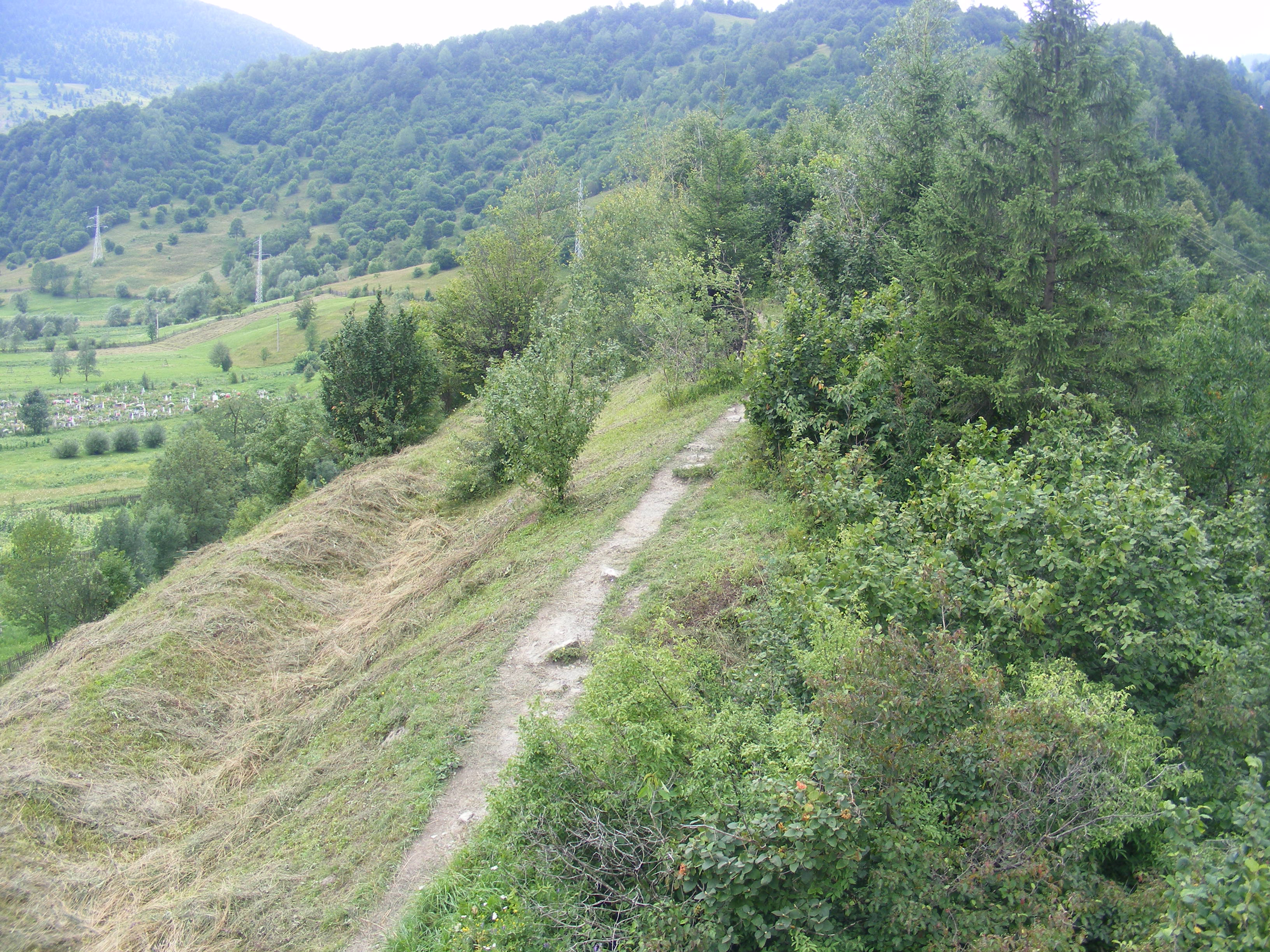
Fosta graniță între România și Ungaria la Ghimeș-Făget, nu departe de locul unde a fost capturat Emil Rebreanu.